# NMB48山本彩のM-姉 〜ミュージックお姉さん〜
『NMB48山本彩の M-姉 〜ミュージックお姉さん〜』（エヌエムビーフォーティエイト やまもとさやかのエムねぇ　ミュージックおねえさん）は、スペースシャワーTVプラスで2013年11月30日から2015年まで放送されていた音楽バラエティ番組。
女性アイドルグループ・NMB48に所属していた山本彩の冠番組。

## 概要
NMB48の山本彩とケンドーコバヤシがMCとなり、様々な音楽ジャンルのアーティストをゲストに迎える音楽バラエティー番組。コーナーレギュラーとして、椿鬼奴や他のNMB48のメンバーも出演する。
2014年4月からの毎週放送移行後は、NOTTVのNOTTV 1でもスペースシャワーTVプラスの初回放送日から5日遅れで放送されている。
2014年11月より、再び、月一1時間体制に戻った。

## 出演者
MC
- 山本彩
- ケンドーコバヤシ

コーナー出演
- NMB48 - 毎回2 - 3人程度ゲスト出演する。
- 椿鬼奴[1] - W姉の魂！魂！魂！

## スタッフ
- 構成：浦井崇、板垣佳珠弓
- タイトル揮毫：Maaya　Wakasugi
- カメラ：渡晴男、八木原輝
- AUD：眞霜美幸
- EED：牧原保
- MA（マルチオーディオ）：吉永茂生
- 音響効果：遠藤治朗
- 技術協力：Trash、NexTry
- 編成：小林麻衣子、栗花落崇
- AD：川村理美
- 協力：
- ディレクター：安達敏春
- プロデューサー：奥井剛平、谷垣和歌子
- 制作協力：よしもとクリエイティブ・エージェンシー、CROSS BREED
- 制作著作：SPACE SHOWER NETWORKS INC.

## コーナー

### 現在
○○のドレミファソ♪
○○はゲスト名。ドレミファ作文でゲストの思いを奏でるコーナー
さや姉奴姉の魂II魂
さや姉(山本彩)が奴姉(椿鬼奴)から名曲の歌詞に込められた魂を学ぶコーナー
10Q
ゲストが10問の質問に答え、それを元にトークを行うコーナー
Today's Sayaka Song
山本彩が今気になっている曲について1人で語るコーナー
さや姉＆奴姉の裏バナシ
出題されたテーマに対して、山本彩と椿鬼奴がトークをし、歌う曲をその場で決めて実際に歌うコーナー

### 過去
M姉's アップデート
アーティストと山本彩、ケンドーコバヤシとのトークを通して知識のアップデート、アーティストの情報をアップデートしていくコーナー
M姉 フォトーク・セッション
ゲストが持ってきた写真を元にアーティストと山本彩、ケンドーコバヤシ、NMB48のメンバーがトークをしていくコーナー
NMB48音楽院
山本彩、ケンドーコバヤシ、NMB48のメンバーでエンディングテーマーを作るコーナー
W姉の魂！魂！魂！
歌やダンスなど世界のアーティスト魂にどこまで近づけるか山本彩と椿鬼奴が挑戦するコーナー

## 放送日程

### 毎月放送
| 回 | 初回放送       | 放送内容・ゲスト                                                                                                 | NMB48ゲスト                  |
| -- | -------------- | --- | ---------------------------- |
| 1  | 2013年11月30日 | - M姉's アップデート(家入レオ) - NMB48音楽院 - M姉 フォトーク・セッション(the telephones) - W姉の魂！魂！魂！    | 岸野里香 小谷里歩            |
| 2  | 2013年12月21日 | - M姉's アップデート(BENI) - NMB48音楽院 - M姉 フォトーク・セッション(ねごと) - W姉の魂！魂！魂！                | 門脇佳奈子 村上文香 山田菜々 |
| 3  | 2014年1月31日  | - M姉's アップデート(清水翔太) - NMB48音楽院 - M姉 フォトーク・セッション(Champagne、ユナク) - W姉の魂！魂！魂！ | 小谷里歩 山田菜々            |

### 毎週放送
2014年
| 回 | 初回放送      | 放送内容・ゲスト                                                                   | NMB48ゲスト                                                    |
| -- | ------------- | ---------------------------------------------------------------------------------- | -------------------------------------------------------------- |
| 1  | 2014年4月18日 | - LOVE TALK SESSION(RIP SLYME、OKAMOTO'S） - 彩姉、黒姉の魂II魂！(黒沢かずこ)      | 小笠原茉由、岸野里香 小谷里歩、矢倉楓子 渡辺美優紀             |
| 2  | 2014年4月25日 | - M-姉 in 沖縄SP(スリムクラブ、かりゆし58） - M姉 フォトーク・セッション(井手綾香) | 小笠原茉由、岸野里香 小谷里歩、高野祐衣 矢倉楓子               |
| 3  | 2014年5月2日  | - M姉's アップデート(MUCC) - 彩姉、黒姉の魂II魂！(黒沢かずこ)                      | -                                                              |
| 4  | 2014年5月9日  | - M姉's アップデート(MUCC) - M姉 フォトーク・セッション(近藤夏子)                  | 高野祐衣、矢倉楓子                                             |
| 5  | 2014年5月16日 | - 大塚愛のドレミファソ♪(大塚愛) - さや姉奴姉の魂II魂                               | 門脇佳奈子、小谷里歩                                           |
| 6  | 2014年5月23日 | - 大塚愛のドレミファソ♪(大塚愛) - 10Q(東京カランコロン)                            | 門脇佳奈子、小谷里歩                                           |
| 7  | 2014年5月30日 | - THE 野党のドレミファソ♪(THE 野党) - さや姉奴姉の魂II魂                           | 門脇佳奈子、小谷里歩                                           |
| 8  | 2014年6月6日  | - THE 野党のドレミファソ♪(THE 野党) - 10Q(メレンゲ)                                | 門脇佳奈子、小谷里歩                                           |
| 9  | 2014年6月13日 | - NMB48のドレミファソ♪(NMB48) - さや姉奴姉の魂II魂                                 | 市川美織、梅田彩佳 上西恵、薮下柊 山田菜々、吉田朱里           |
| 10 | 2014年6月20日 | - NMB48のドレミファソ♪(NMB48) - 10Q(YU-A)                                          | 市川美織、梅田彩佳 上西恵、薮下柊 山田菜々、吉田朱里           |
| 11 | 2014年6月27日 | - w-inds.のドレミファソ♪(w-inds.) - さや姉奴姉の魂II魂                             | 上西恵、吉田朱里                                               |
| 12 | 2014年7月4日  | - w-inds.のドレミファソ♪(w-inds.) - 10Q(MYNAME)                                    | 上西恵、吉田朱里                                               |
| 13 | 2014年7月11日 | - ハジ→のドレミファソ♪(ハジ→) - さや姉奴姉の魂II魂                                 | 近藤里奈、木下春奈                                             |
| 14 | 2014年7月18日 | - ハジ→のドレミファソ♪(ハジ→) - 10Q(ROOT FIVE)                                     | 近藤里奈、木下春奈                                             |
| 15 | 2014年7月25日 | - キマグレンのドレミファソ♪(キマグレン) - さや姉奴姉の魂II魂                       | 近藤里奈、木下春奈                                             |
| 16 | 2014年8月1日  | - キマグレンのドレミファソ♪(キマグレン) - 10Q(藤田麻衣子)                          | 近藤里奈、木下春奈                                             |
| 17 | 2014年8月8日  | - NMB48のドレミファソ♪(NMB48) - さや姉奴姉の魂II魂                                 | 門脇佳奈子、小谷里歩 白間美瑠、渋谷凪咲 藤江れいな、渡辺美優紀 |
| 18 | 2014年8月15日 | - NMB48のドレミファソ♪(NMB48) - 10Q(みみめめMIMI)                                  | 門脇佳奈子、小谷里歩 白間美瑠、渋谷凪咲 藤江れいな、渡辺美優紀 |
| 19 | 2014年8月22日 | - 秦基博のドレミファソ♪(秦基博) - さや姉奴姉の魂II魂                               | 門脇佳奈子、小谷里歩                                           |
| 20 | 2014年8月29日 | - 秦基博のドレミファソ♪(秦基博) - 10Q(koma'n)                                      | 門脇佳奈子、小谷里歩                                           |
| 21 | 2014年9月5日  | - 赤い公園のドレミファソ♪(赤い公園) - さや姉奴姉の魂II魂                           | 門脇佳奈子、小谷里歩                                           |
| 22 | 2014年9月12日 | - 赤い公園のドレミファソ♪(赤い公園) - 10Q(住岡梨奈)                                | 門脇佳奈子、小谷里歩                                           |
| 23 | 2014年9月19日 | - 堂珍嘉邦のドレミファソ♪(堂珍嘉邦) - さや姉奴姉の魂II魂                           | 門脇佳奈子、岸野里香                                           |
| 24 | 2014年9月26日 | - 堂珍嘉邦のドレミファソ♪(堂珍嘉邦) - 10Q(girugamesh)                              | 門脇佳奈子、岸野里香                                           |

## エンディングテーマ
- 2013年11月30日 - 12月21日、NMB48『カモネギックス』
- 2014年1月31日、『M-姉のエンディングテーマ[注釈 2]』
- 2014年4月18日 - 7月4日、NMB48『高嶺の林檎』（MV）
- 2014年7月11日 - 、NMB48『イビサガール』（MV）